# Sant Julià Vell de Mosset
Sant Julià Vell de Mosset és l'antiga església parroquial, ara en ruïnes, del poble de Mosset, de la comuna del mateix nom, pertanyent a la comarca nord-catalana del Conflent.
És a la dreta de la Castellana, davant per davant, al sud-oest, de Santa Maria de Corbiac.

## Història

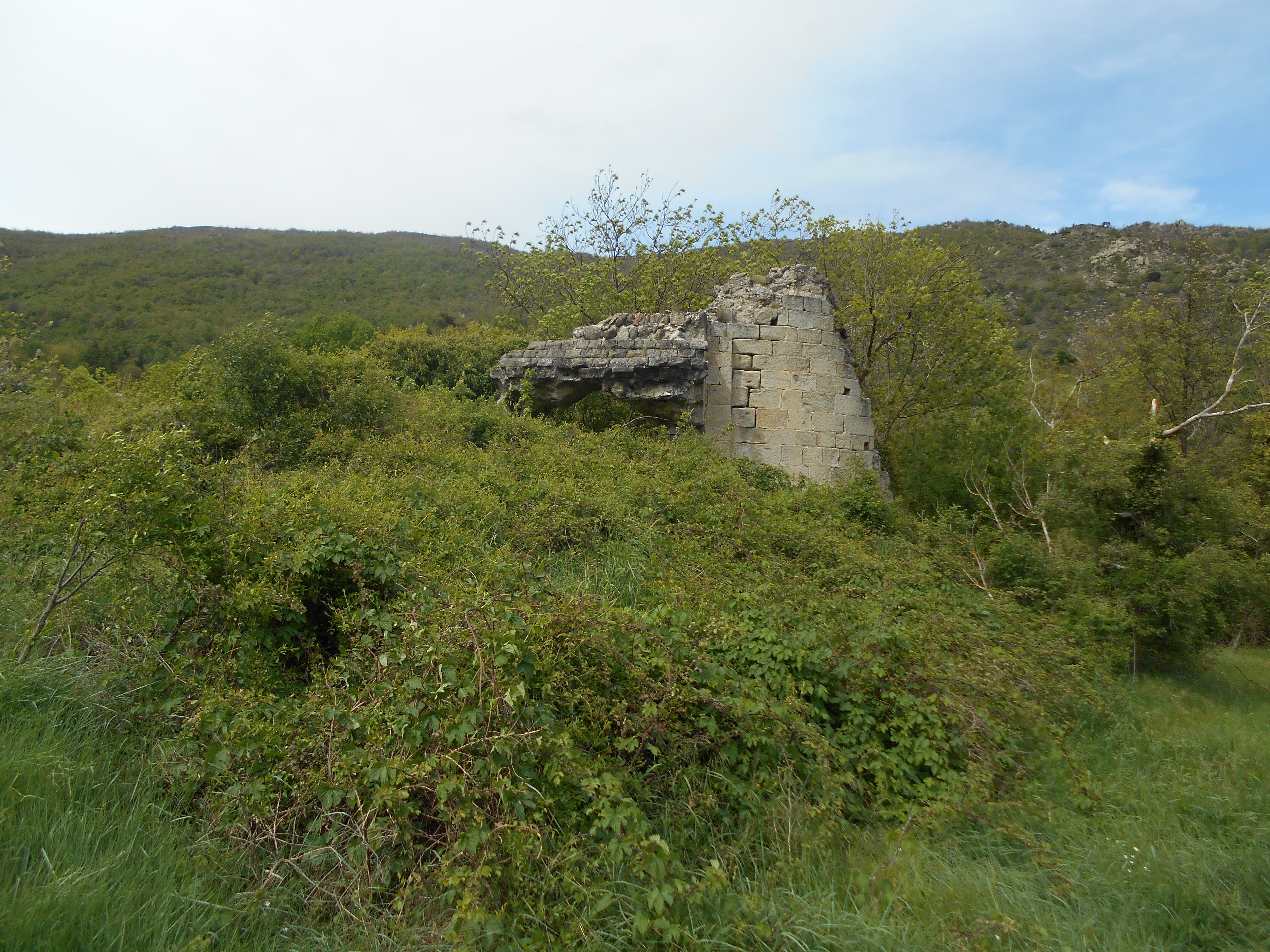
Ruïnes de l'església

Sant Julià Vell, o el Vell (de fet, Sant Julià i Santa Basilissa Vell), era l'església parroquial del primitiu poble de Mosset, abans que aquest s'agrupés en el Vilar de Corts, el coster on es troba el Castell de Mosset. El trasllat es produí després del 1175, tot i que fins al segle xiv aquesta va continuar essent la seu de la parròquia del poble i terme de Mosset. En un document del 1362 es parlà de la capella nova de Sant Julià.

## L'edifici

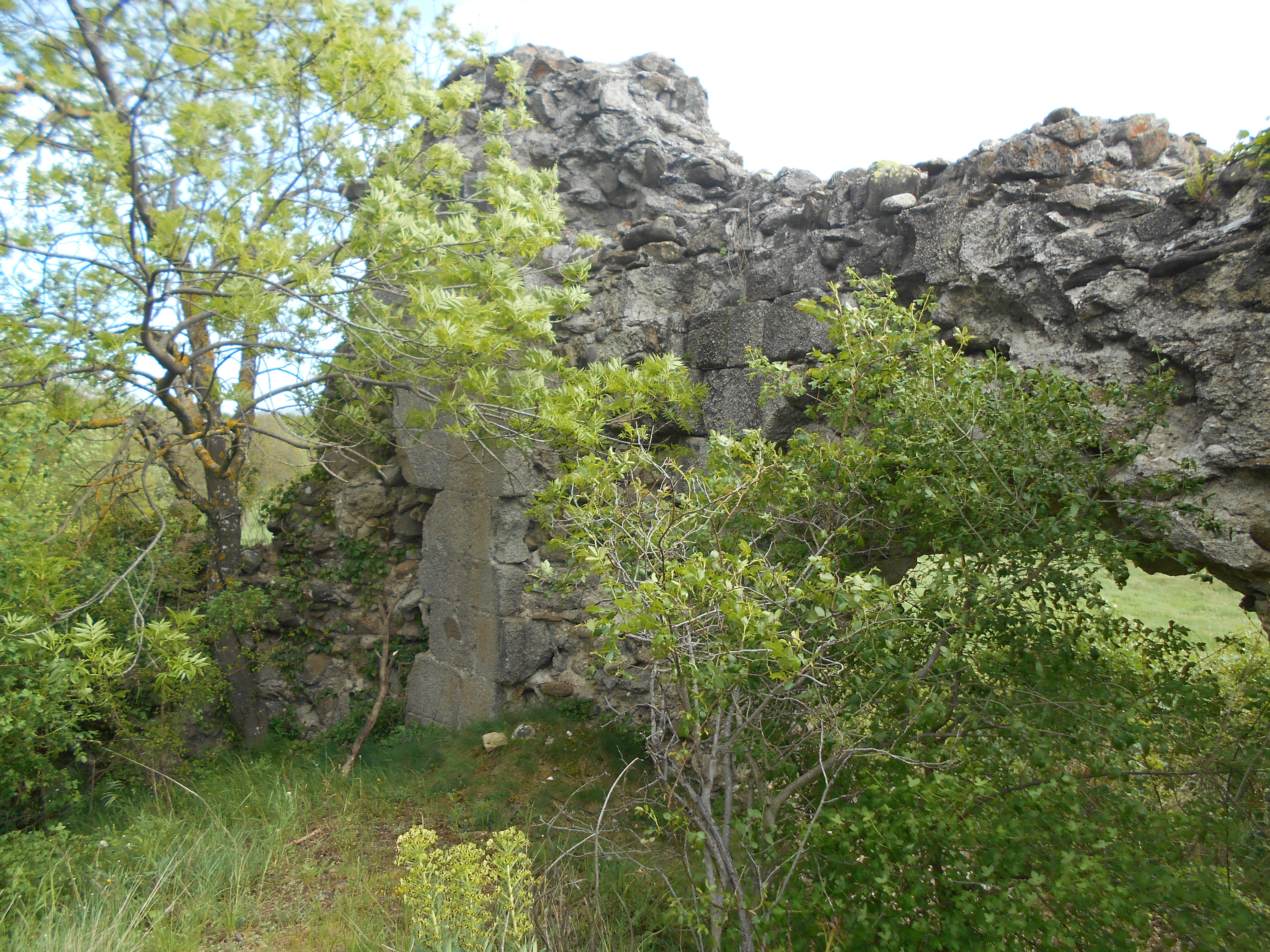
Detall de les ruïnes

Era una església romànica d'una sola nau, capçada a llevant per un absis semicircular. En queden dempeus una part de l'absis i un pany de la paret sud, a més d'una capella lateral, a migdia, coberta amb volta apuntada, que podria correspondre a una capella funerària dels senyors de Mosset. La nau tenia una amplada d'uns 7,3 metres, amb una llargària de 27; el gruix dels murs és d'1,5. L'església era construïda en un petit coster, i la part del nord estava assentada damunt d'un petit sòcol.
En el tram de paret, destaquen sobretot el fris de dents de serra sota la cornisa i dues mènsules a l'interior de la nau. El parament de la part conservada és de grans carreus de granit ben tallats i arrenglerats. Té molta semblança amb l'església de Sant Martí de Cortsaví. És sens dubte un exemplar del segle xii.